# Бояркин, Олег Михайлович
Олег Михайлович Бояркин (род. 15 апреля 1947, Чойбалсан) — учёный.
Родился в семье военного врача. В 1968 г. окончил физический факультет Днепропетровского государственного университета по специальности «теоретическая физика»; в 1973 г. — аспирантуру в Донецком государственном университете. Преподавал общую и теоретическую физику в вузах Краматорска, Донецка.
С 1980 г. преподавал на кафедре теоретической физики Гродненского университета (доцент, профессор). Преподавал спецкурсы по физике элементарных частиц в университетах Варшавы, Аахена, Билефельда.
С 1998 - 2015 г. — профессор Белорусского педагогического университета.

## Карьера
- Старший преподаватель кафедры физики Краматорского индустриального  института.
- Доцент кафедры теоретической физики Гродненского государственного университета.
- Заведующий кафедрой теоретической физики Гродненского государственного университета.
- Заведующий кафедрой теоретической физики в Белорусском государственном педагогическом университете.
- Профессор кафедры теоретической физики в Белорусском государственном педагогическом университете.
- Профессор  кафедры физики и высшей математики в Международном государственном экологическом институте им. А.Д. Сахарова Белорусского государственного университета.
- Читал спецкурсы по физике элементарных частиц в университетах Польши (Варшава, Краков) и Германии (Аахен, Билефельд).
- В 1994 и 2004 гг. стажировался в Международном центре теоретической физики им. А.Салама (Триест, Италия).

### Научная деятельность
Основные направления исследований — физика элементарных частиц и астрофизика. Предложил модель, которая объединяет все возможные варианты теории электрослабого взаимодействий с лево-правой симметрией (Physical Review D, 1994). В рамках предложенной модели дал объяснение наблюдаемого на опыте аномального магнитного момента мюона (Physical Review D, 2003). Изучая физику солнечных процессов, предсказал корреляцию нейтринного потока с солнечными вспышками (Physical Review D, 1996). Нашёл пределы веса тяжелых нейтрино, которые являются кандидатами на роль частиц холодной тёмной материи (Physical Review D, 2004).
Предложил модель, объединяющую все возможные варианты теории электрослабых взаимодействий  с лево-правой симметрией и в рамках этой модели дал объяснение величины наблюдаемого на опыте аномального магнитного момента мюона. Изучая физику солнечных процессов, предсказал корреляцию нейтринного потока с солнечными вспышками.  Установил пределы на массы тяжелых нейтрино, которые являются кандидатами на частицы холодной темной материи во Вселенной. Показал, что в рамках лево-правой модели можно получить согласие теории с экспериментом по наблюдению радиационного распада мюона. Получил совпадающие с экспериментом верхние границы на магнитные дипольные моменты нейтрино. Предсказал наиболее перспективные реакции для детектирования тяжелых нейтрино в условиях большого адронного коллайдера.
В 1979 г. защитил кандидатскую («Электродинамика частиц с максимальным спином 1»), в 1996 г. — докторскую диссертацию («Лево-правые и составные модели электрослабых взаимодействий»).
Автор 70 статей, опубликованных в международных изданиях.

## Основные публикации[2]

### Учебники и монографии
1. Физика массивных нейтрино  (URSS, Москва),  2006, 198 с.
2. Введение в физику элементарных частиц (URSS, Москва) 2006, 259 с.
3. Introduction to Physics of Elementary Particles, Nova Science Publishers. New York, 2007.
4. Introduction to Physics of Elementary Particles (Nova Science Publishers, New York), 2007, 345 p.
5. Advanced Particle Physics, Volume I: Particles, Fields, and  Quantum Electrodynamics (Taylor and Francis, London - New York), 2011, 639 p.
6. Advanced Particle Physics, Volume II: Standard Model and Beyond (Taylor and Francis, London -  New York), 2011, 555 p.
7. О.М.Бояркин, Г.Г.Бояркина, Физика частиц – 2013, Том 1: От электрона до бозона Хиггса. Квантовая теория свободных полей (URSS, Москва),  2013, 294 с.
8. О.М.Бояркин, Г.Г.Бояркина, Физика частиц – 2013, Том 2:  Квантовая электродинамика и стандартная модель (URSS, Москва), 2013, 435 с.

### Статьи в международных журналах
1. О.М.Бояркин,  Электродинамика частиц со спином 1, Украинский физический журнал, 1976, Т. 21, С. 296-302.
2. О.М.Бояркин, Векторный мезон с аномальным магнитным моментом, Украинский физический журнал, 1976, Т. 21, С. 1453-1459.
3. О.М.Бояркин,  Электродинамика заряженных векторных мезонов, Известия вузов. Физика, 1978, Т. 21, С.- 632-639.
4. О.М.Бояркин, Тормозное излучение векторного мезона на ядре, ЖЭТФ, 1978, Т. 48, С. 13-26.
5. О.М.Бояркин, Дуально-инвариантная теория частиц со спином 1, Известия вузов. Физика, 1981, Т. 24, С. 1003-1005.
6. О.М.Бояркин,  S матрица в дуально-инвариантной теории, Известия вузов. Физика, 1982, Т. 25, С. 173-175.
7. O.M.Boyarkin, Renormalizable electrodynamics of charged vector particles, J. Phys. G: Nuclear Physics,  1982. V. 8. - P. 161-170.
8. О.М.Бояркин, Дуально-инвариантная теория. Перенормировка. Модели, Известия вузов. Физика, 1983, Т. 26, С. 15-18.
9. О.М.Бояркин, Электрослабые взаимодействия векторных частиц в SO(1,1) инвариантной модели, Известия вузов. Физика, 1989, Т. 32, С.828-833.
10. О.М.Бояркин,  W-бозон с мультипольными моментами, Известия вузов. Физика, 1990, Т. 33, С. 769-772.
11. O.M.Boyarkin, Production of gauge bosons in the left-right symmetrical theory, Yader. Fiz., 1991, V. 54. C. 839-846.
12. O.M.Boyarkin, Continuous left-right model of electroweak interactions, Yader. Fiz., 1993, V. 56, P.- 135-145.
13. O.M.Boyarkin, The continuous left-right symmetric and antisymmetric models, Acta Physica Polonica, 1992, V. B23, P. 1031-1045.
14. O.M.Boyarkin, Asymmetric left-right model of electroweak interactions, Physical Review  D. 1994. - V. 50. - P. 2247-2255.
15. O.M.Boyarkin, Probing Physics beyond the standard model, Acta Physica Polonica B, 1994, V. 25, P. 287-307.
16. O.M.Boyarkin, D.Rein, Resonant precession of neutrinos endowed with the anapole moment, Zeitschrift fur Physik C, 1995.- V. 67.- P. 607-611.
17. O.M. Boyarkin,  D. Rein, Neutrino masses and oscillation angle phenomena within a symmetric left-right model, Physical Review D, 1996. - V.53,  P. 361-373.
18. O.M. Boyarkin, The solar neutrino problem within the left-right model, Physical Review, 1996, V. D53, P. 5298-5316.
19. O.M. Boyarkin, Influence of the solar flare on the neutrino oscillations, Russ. Phys. J., 1996, V. 39, P.  597-600.
20. O.M.Boyarkin,  G. G. Boyarkina, The oscillations of Majorana neutrino within left-right model, Physics of Atomic Nuclei, 1996, V. 59, P. 886-893.
21. O.M. Boyarkin,  G. G. Boyarkina, Searches lepton flavor violationon at muon colliders, Physics of Atomic Nuclei, 1997, V. 60, P. 683-694.
22. O.M.Boyarkin, A. N. Senko, The solar neutrinos in the models with the charged Higgs bosons, Russ. Phys. J., 2000, V. 41, P. 28-32.
23. O.M.Boyarkin, G.G.Boyarkina. Higgs bosons in the left-right model, European Physical Journal.C. 2000.- V. 13, P. 99-15.
24. O.M. Boyarkin, T. I. Bakanova, Solar neutrino oscillations in extensions of the standard model, Phys. Rev., 2000, V. D62, P. 075008-1-075008-16.
25. O.M. Boyarkin, T. I.Bakanova, Solar neutrinos in the models with the extended Higgs sector, Yader. Fiz., 2001, V. 64, P. 2056-2072.
26. O.M. Boyarkin, Physics of Higgs bosons and neutrinos in the left-right model, Yader. Fiz., 2001, V. 64, P. 354-366.
27. O.M.Boyarkin, G. G.Boyarkina, V.V. Mahknach, Anomalous magnetic moment of the muon in the left-right model, Yader. Fiz., 2003, V. 66, P. 306-318.
28. O.M.Boyarkin, G.G.Boyarkina, Estimations of heavy neutrino masses and mixing in models with an extended Higgs sector, Physical Review D, 2004 – V. 70 - P. 113010-1 –113010-13.
29. O.M. Boyarkin, G. G. Boyarkina, Effect of the Neutrino Magnetic Moment on the Properties of the Muon, Physics of  Atomic Nuclei, 2009. - V. 72. P. 607-618.
30. O.M.Boyarkin, G. G.Boyarkina, Indirect method for determining heavy-neutrino masses, Yad. Fiz. 2005, V. 68, P. 2109-2122.
31. O.M. Boyarkin, G. G. Boyarkina, V.V.Mahknach, Can the Left Right Symmetric Model explain the Muon Anomalous Magnetic Moment?, Nonlinear Phenomena in Complex Systems, 2009, V. 12, P. 275-281.
32. O.M. Boyarkin, G. G. Boyarkina, Heavy neutrino phenomenology, Nonlinear Dynamics and Applications, 2012, V. 19, P. 61-70.
33. О.М.Бояркин, Г.Г.Бояркина,  Магнитный момент майорановского нейтрино в лево-право-симметричной модели, Ядерная физика. 2013. Т. 76,  С. 542-552.
34. O.M.Boyarkin, G.G.Boyarkina, V.V.Makhnatch, Detection of the Neutrino Magnetic Moments, Nonlinear Dynamics and Applications, 2014,  V. 20, P. 43-48.
35. O.M.Boyarkin, G.G.Boyarkina, V.V.Makhnatch, Detection of the Neutrino Magnetic Moments,  Nonlinear Dynamics and Applications, 2014, V. 20, P. 43-48.
36. O.M. Boyarkin, G.G. Boyarkina, Electromagnetic properties of neutrinos in left-right model Physical Review D, 2014, V. 90, P. 025001-025011.
37. O.M.Boyarkin, G.G.Boyarkina, Detecting the neutrino magnetic moment at Hadron Colliders, Physical Review D, 2014, V. 90, P. 105021-105029.

### Статьи в трудах и конференциях
1. O.M.Boyarkin, The left-right model of the electroweak interactions, in Proc.the XV Int. Warsaw Meet. Elemen. Part. Phys., Kazimierz, Poland, May 25-29,1992, (Ed. Z.Ajduk et al.) World Scientific, 1993, P. 274-279.
2. O.M.Boyarkin,  G.G.Boyarkina, Lepton number nonconcerving processes at muon collider, in Proc. Conf. "Quantum Systems. New Trends and Methods", (ed. Y.S.Kim et al.) World Scientific, Singapore, 1997, P. 281-285.
3. O.M.Boyarkin, G. G. Boyarkina, Perspectives of Muon Colliders for Searching New Physics Signals, in Proc. Eighth Lomonosov Conference on Elementary Particle Physics. Moscow, August, 1997, (ed. A.Studenikin) Iterregional Centre for Advanced Sdudies, Moscow, 1998, P. 20-28.
4. O.M.Boyarkin, G. G. Boyarkina, Lepton number nonconcerving processes at muon collider, in Proc. Conf. "Quantum Systems. New Trends and Methods", (ed. Y.S.Kim et al.) World Scientific, Singapore, 1997, P. 281-285.
5. O.M.Boyarkin, Solar neutrino oscillations in Extensions of the Standard Model, in Proc.  Ninth Lomonosov Conference on Elementary Particle Physics, Moscow, September, 1999 (ed. A.Studenikin) World Scientific, Singapore, 2000, P. 28-35.
6. O.M.Boyarkin, G. G. Boyarkina, V.V.Machnach, Phenomenological consequences of the neutrino anomalous magnetic moment, in Proc. the 13th Annual Seminar NPCS'2006 "Nonlinear Dynamics and Applications", Minsk, May, 2006, (ed. L.F.Babichev, V.I.Kuvshinov) Belarus, Minsk, 2006, P.159-166.
7. O.M.Boyarkin, G. G.Boyarkina, Neutrino Flux in a Plane Electromagnetic Wave, Actual Problems of Microworld Physics (Proceedings of International School-Seminar, Gomel, Belarus, July 23-August 3, 2007, Joint Institute for Nuclear Research, Dubna, 2008, V.-2 (2008) P.-179-188.
8. O.M.Boyarkin, G. G.Boyarkina,  Radiative muon and tau decays, in Proc. the XVIth Annual Seminar NPCS'2009 "Fractals, Chaos, Phase Transition", Minsk, May 19-22, 2009, (ed. L.F.Babichev, V.I.Kuvshinov) Belarus, Minsk, 2009.
9. O.M.Boyarkin, G. G.Boyarkina, Radiative muon decay, in Proc. Inter. School-Seminar "New Physics and Quantum Chromodynamics at external Conditions", May 3-6, Dnipropetrovsk, Ukraine, 2009 (ed. V.Skalozub et al), Dnipropetrovsk, 15-21, 2009.
10. O.M.Boyarkin, G. G. Boyarkina, Muon as a Probe of New Physics,  in Proc. Inter. School-Seminar "Actual Problems of Microworld Physics", Gomel, Belarus, July 15-26, 2009) (ed. A.Ilychev et al.), Joint Institute for Nuclear Researc h, Dubna, 2009.
11. O.M.Boyarkin,  G.G Boyarkina, Neutrino magnetic moment as a signal of New Physics, in New Physics and Quantum Chromodynamics at External Conditions: Proc. Inter. School-Seminar May 22-24, 2013, Dnipropetrovsk, Ukraine, Dnipropetrovsk DNU, 2013. P.49-57.
12. O.M. Boyarkin, G.G. Boyarkina,  V.V. Makhnach, Higgs boson production at the electron-positron collider in Proceedings V Congress of Physicists of Belarus, Belarus, Minsk, October 27-30, 2015.

## Награды и признание
- Soros Associate Professor фонда International Soros Science Education Program (1996)
- Научная биография была включена в Who’s Who in Science and Engineering (Marquis Who’s Who. — 9th Ed. — 2006)
- International Scientist of the Year (2007) Международного биографического центра Кембриджа
- Имя занесено в 25th Silver Anniversary Edition of Who’s Who in the World (Marquis Who’s Who, 2008)
- Внесен в список 2000 выдающихся интеллектуалов 21 века Международного биографического центра Кембриджа (2008)
- Имя занесено в 30th Pearl Anniversary Edition of Who’s Who in the World (2012)[3]
- В 2014 присуждается Ганаровая Грамата Нацыянальнага Сходу Рэспублікi Беларусь за вялікi уклад у рэалізацыю сацыяльнай палітыкi Рэспублікi Беларусь i шматгадовую пленную навукова-педагагічную дзейнасць.
- В 2015 году the International Biographical Centre of Cambridge присуждает THE CAMBRIDGE CERTIFICATE for Outstanding Scientific Achievement.